# Диксмойде (окръг)
Диксмойде (на нидерландски: Diksmuide) е окръг в Западна Белгия, провинция Западна Фландрия. Площта му е 362 km², а населението – около 51 428 души (по приблизителна оценка от януари 2018 г.). Административен център е град Диксмойде.